# Bodé Lao
Bodé Lao (ou Boode Laao) est une commune du nord du Sénégal, située dans le département de Podor et la région de Saint-Louis, à proximité du fleuve Sénégal et de la frontière avec la Mauritanie. Elle est traversée par la route nationale RN 2, qui relie Saint-Louis à Bakel.
Le village a été érigé en commune en décembre 2008.
Selon une source officielle, le village de Bode comptait 2 239 habitants et 260 ménages (avant la création de la commune).